# 花都区
花都区（かとく）は中国広東省広州市に位置する市轄区。広州白雲国際空港及び東風汽車有限公司花都工場、東風日産乗用車開発センター所在地である。

## 歴史
1686年（康熙25年）、清朝は南海県・番禺県の一部に花県を設置、広州府の管轄とした。1993年6月18日、花県の廃止と同時に県級市の花都市に改編、更に2000年5月21日、花都市は廃止となり広州市花都区に改編された。
清代には、この地を故郷とする洪秀全が拝上帝会を結成した。のちに彼は広西省金田村に拠点を移して挙兵し、太平天国の乱へと発展した。
名人: 
盧永根: 中国の作物遺伝学者
- 畢漪汶: 澳門教育家，曾獲澳門政府授予教育功績勳章
- 胡應湘：香港合和集團創辦人

## 行政区画
4街道、6鎮を管轄する：
- 街道
  - 新華街道、花城街道、秀全街道、新雅街道
- 鎮
  - 梯面鎮、花山鎮、花東鎮、炭歩鎮、赤坭鎮、獅嶺鎮